# Giro del Piemonte 1988
Il Giro del Piemonte 1988, settantaseiesima edizione della corsa, si svolse il 13 ottobre 1988 su un percorso di 196 km. La vittoria fu appannaggio del tedesco Rolf Gölz, che completò il percorso in 4h31'06", precedendo gli italiani Gianni Bugno e Marco Lietti.
Sul traguardo di Novara 111 ciclisti, su 209 partiti dalla medesima località, portarono a termine la competizione. 

## Ordine d'arrivo (Top 10)
| Pos. | Corridore           | Squadra      | Tempo    |
| ---- | ------------------- | ------------ | -------- |
| 1    | Rolf Gölz           | Superconfex  | 4h31'06" |
| 2    | Gianni Bugno        | Château d'Ax | s.t.     |
| 3    | Marco Lietti        | Malvor-Sidi  | s.t.     |
| 4    | Walter Magnago      | Carrera      | s.t.     |
| 5    | Gilles Delion       | Weinmann     | s.t.     |
| 6    | Eric Van Lancker    | Panasonic    | s.t.     |
| 7    | Pascal Dubois       | Système U    | s.t.     |
| 8    | François Lemarchand | Fagor-MBK    | s.t.     |
| 9    | Maarten Ducrot      | Superconfex  | s.t.     |
| 10   | Patrick Robeet      | Lotto-Merckx | s.t.     |